# Regents Theological College
Regents Theological College (vormals Elim Bible College) ist ein theologisches College in Malvern, Worcestershire, England. Es ist das Ausbildungszentrum  der britischen Pfingstkirche Elim Pentecostal Church.
Die Gründung erfolgte im Jahr 1925 vom Evangelist George Jeffreys gegründet, dem Mitgründer und Vorsitzenden von Elim.
Nachdem es lange Zeit in Clapham, London, seinen Sitz hatte, wurde es 1987 nach Nantwich, Cheshire verlegt. Im Jahre 1996 erfolgte die Umbenennung zur heutigen Bezeichnung.
Heute befindet sich das College in der früheren Mädchenschule St. James School in West Malvern im Westen Englands.

## Studienangebote
- BA (Hons) Theology
- BA (Hons) Church Leadership
- BA (Hons) Performing Arts
- BA (Hons) Youth Ministry
- MA Applied Theology
- MRes Theology[2]